# دن اریکسن
دن اریکسن (انگلیسی: Dan Erickson؛ زادهٔ ۲۶ ژانویهٔ ۱۹۸۴) فیلم‌نامه‌نویس اهل ایالات متحده آمریکا است. او خالق، نویسنده و تهیه‌کننده اجرایی مجموعه تلویزیونی مهیج روان‌شناختی «جداسازی» است که آدام اسکات و بریت لوئر در آن نقش‌آفرینی کرده‌اند و کارگردانی اصلی آن را بن استیلر بر عهده داشته است. این مجموعه در فوریه ۲۰۲۲ از سرویس استریم اپل تی‌وی پلاس پخش شد.